# Éamon Rooney
Éamon Rooney (* County Dublin; † 9. November 1993 in Dublin) war ein irischer Politiker der Fine Gael. Er war von 1948 bis 1965 Teachta Dála (Abgeordneter) im Dáil Éireann, dem irischen Unterhaus, und von 1965 bis 1969 Mitglied des Seanad Éireann, dem irischen Oberhaus im Oireachtas. 

## Biografie
Rooney kandidierte bei der Nachwahl für den verstorbenen Patrick Fogarty im Wahlkreis Dublin County im Oktober 1947. Bei den Wahlen 1948 konnte er dann genügend Stimmen erzielen, um in den Dáil einzuziehen. Diesen Sitz konnte er dann bei den Wahlen 1951, 1954, 1957 und 1961 verteidigen. Bei den Wahlen 1965 hatte er keinen Erfolg mehr, wurde aber über die Verwaltungsliste in den Seanad Éireann gewählt. Er versuchte noch einmal, mit den Wahlen zum Dáil Éireann 1969 wieder in den Dáil einzuziehen. Das gelang ihm aber nicht und er zog sich aus der Politik zurück.